# Byrthelm (biskup Selsey)
Byrthelm (Beorthelm, Brithelm; żył w X wieku) – średniowieczny biskup Selsey.
Dane na jego temat są bardzo skąpe. Część historyków utożsamia go z Byrthelmem z Winchesteru. 